# Mộc Am Tính Thao
Mộc Am Tính Thao (zh. mùān xìngtāo 木菴性瑫, ja. mokuan shōtō), 1611-1684, là một vị Thiền sư Trung Quốc, thuộc tông Hoàng Bá (ja. ōbaku-shū). Sư nối pháp Thiền sư Ẩn Nguyên Long Kì, và cùng với thầy sang Nhật giáo hoá.
Tại Nhật, Ẩn Nguyên khai sáng tông Hoàng Bá và cử sư làm vị Tổ thứ hai (1664). Sư thành lập Thuỵ Thánh tự (ja. zuishō-ji) tại Đông Kinh (tōkyō), góp công rất nhiều trong việc truyền bá tông này tại Nhật.